# Allergisches Kontaktekzem

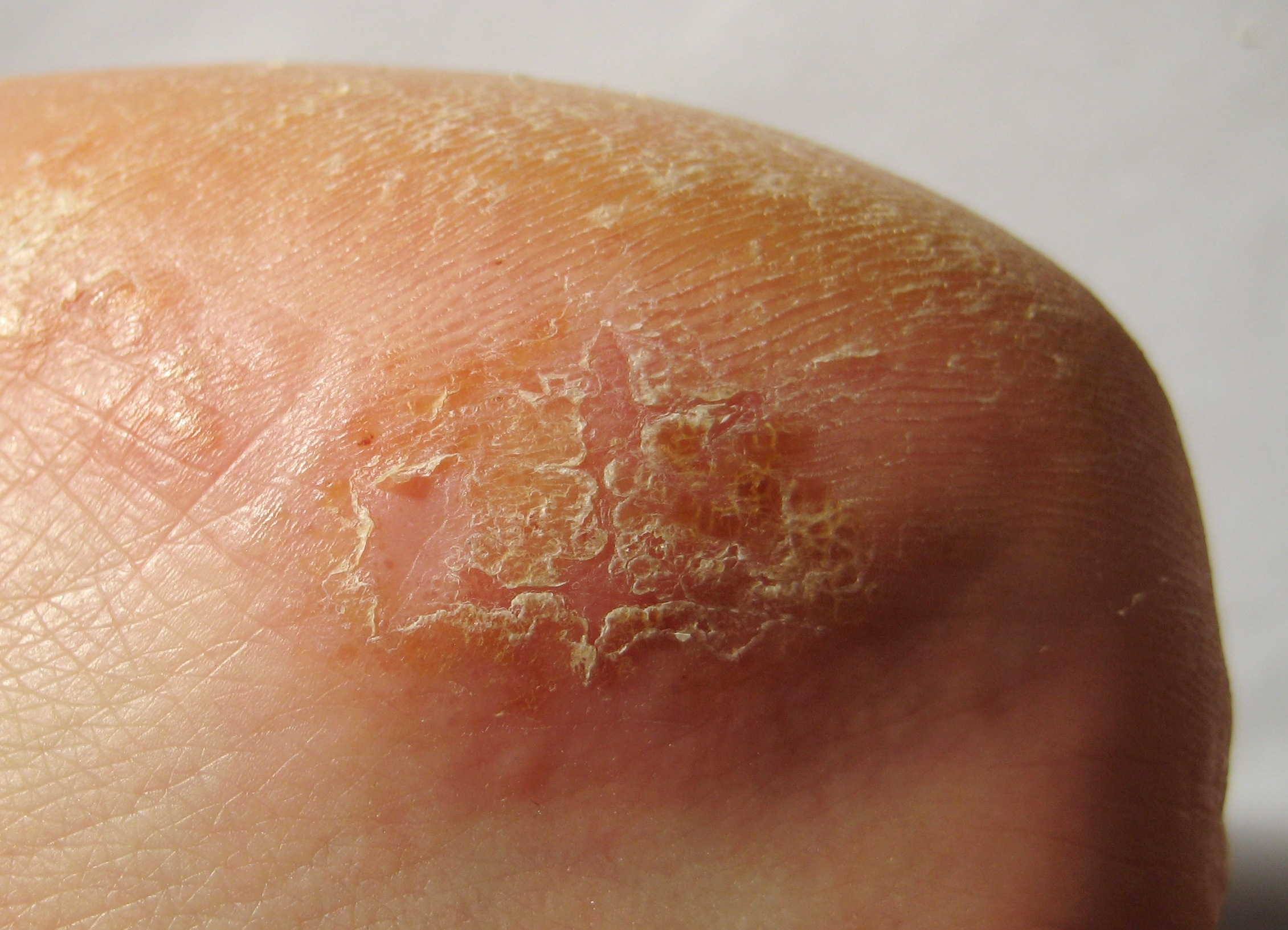
Allergisches Kontaktekzem am Fuß

Das allergische Kontaktekzem, die (allergiebedingte) Kontaktdermatitis (insbesondere auch die Waschdermatitis) oder Kontaktallergie ist eine Ekzemerkrankung der Haut, die durch eine verzögerte Immunreaktion als spezifische Antwort auf ein (kurz- bzw. auch teilweise langfristig) von außen einwirkendes Kontaktallergen ausgelöst wird. Dieses ist an sich für den Organismus nicht gefährlich, die Erkrankung entsteht erst durch die nicht angemessene Reaktion des Immunsystems auf den Kontaktstoff. Die Behandlung erfolgt nach den Prinzipien der Ekzemtherapie und erfordert die Aufdeckung der Ursachen durch eine Epikutantestung. Allergische Kontaktekzeme sind relativ häufige Erkrankungen, die bei unterbundenem Allergenkontakt meist selbstlimitierend verlaufen. Wird das ursächliche Kontaktallergen allerdings nicht identifiziert oder nicht gemieden, kommt es zu wiederholten Krankheitsepisoden. Sorgfältige Diagnostik und Allergenmeidung sind daher von zentraler Bedeutung.

## Häufigkeit
Die Lebenszeitprävalenz für das allergische Kontaktekzem wird auf etwa 15 % geschätzt. Bei Berücksichtigung auch anderer epidemiologischer Studien ist davon auszugehen, dass in mitteleuropäischen Gesellschaften die 12-Monats-Prävalenz des allergischen Kontaktekzems seit Jahrzehnten stabil um die 7 % liegt. Damit ist die Häufigkeit dieser Krankheit vergleichbar mit der Häufigkeit anderer wichtiger Volkskrankheiten wie z. B. der des Diabetes mellitus. Im Gegensatz zu solchen chronischen Erkrankungen verläuft ein allergisches Kontaktekzem allerdings selbstlimitierend, vorausgesetzt, der verantwortliche Kontaktstoff wird identifiziert und gemieden.

## Ursachen und Pathophysiologie
Kontaktallergene sind niedermolekulare Verbindungen, die auf Grund ihrer chemischen Reaktionsbereitschaft mit Proteinen der Haut reagieren. Erkannt wird vom Immunsystem ein Bruchstück dieses initialen Komplexes, das den gekoppelten Anteil des Kontaktallergens und ein Peptid aus dem ursprünglichen Protein enthält.
Die Entstehung einer Kontaktallergie erfolgt zweiphasig: Einer klinisch stummen Sensibilisierungsphase folgt eine Auslösephase, die mit Hauterscheinungen einhergeht. Der Sensibilisierungsvorgang ist komplex und verläuft fast immer unbemerkt. Verschiedene, bis jetzt nicht lückenlos verstandene Faktoren begünstigen oder verhindern die Sensibilisierung.
Die Zahl potentieller Kontaktallergene ist sehr groß. Sowohl Naturstoffe (wie z. B. Pflanzeninhaltsstoffe) als auch künstlich hergestellte Verbindungen können als Kontaktallergen wirksam werden. Letztlich entscheidet aber der Kontakt im Privat- und Berufsleben, ob es auch zu einer Sensibilisierung und damit möglichen Erkrankung kommt. Von der grundsätzlichen Möglichkeit, sich gegen ein Kontaktallergen zu sensibilisieren, ist jeder Mensch betroffen, da der Ablauf der Immunreaktion zentralen Vorgängen der Infektabwehr entspricht, die für jeden Menschen das Überleben sichern. Im Gegensatz hierzu entstehen Soforttypallergien (Heuschnupfen, allergisches Asthma, Lebensmittelallergien) nur in der hierfür besonders disponierten Gruppe der Atopiker.
Im Rahmen der Sensibilisierungsphase kommt es in den Lymphknoten zur Aktivierung spezifischer T-Zellen, die sich vermehren und leicht bei erneutem Allergenkontakt aktivierbar sind. Diese Zellen zirkulieren durch den Organismus und passieren dabei bevorzugt die Haut, für die sie auf Grund spezifischer Signale eine hohe Affinität besitzen.
Erst bei erneutem Allergenkontakt (Auslösephase) wird die eigentliche vom Betroffenen spürbare Ekzemreaktion von diesen spezifischen T-Zellen durch immunologische Botenstoffe ausgelöst, die zum Einwandern eines unspezifischen entzündlichen Zellinfiltrats führen. Bei bereits eingetretener Sensibilisierung tritt die kontaktallergische Hautreaktion charakteristischerweise 2 bis 3 Tage nach dem erneuten Allergenkontakt auf. Diese immunologische Reaktion wird daher auch „Spättypreaktion“ oder Typ IV-Reaktion (nach Coombs-Gell-Klassifikation) genannt. Bedingt durch die lange Persistenz der allergenspezifischen T-Zellen im Körper und ihrer Verbreitung in allen Hautarealen, kann ein allergisches Kontaktekzem in jeder Körperregion auch noch viele Jahre nach der eigentlichen Sensibilisierung bei hinreichendem Kontakt zum Allergen auftreten.

## Symptome
Das Erscheinungsbild des allergischen Kontaktekzems entspricht einer klassischen Ekzemreaktion der Haut. Die wesentlichen Merkmale eines Ekzems sind Erythem (Rötung), Schwellung, Bläschen, Papeln (Knötchen) und Schuppung. Meistens werden alle Stadien der Ekzemreaktion ausgehend von Bläschen und nässenden Erythemen bis hin zu trockener Schuppung durchlaufen. Bei anhaltendem oder wiederholtem Kontakt zum Allergen können die Zeichen eines chronischen Ekzems mit Lichenifikation (Vergröberung des Hautrelief), Hyperkeratose (übermäßige Verhornung) und Rhagaden (Schrunden) entstehen.

## Diagnose
Der Verdacht auf Entwicklung eines allergischen Kontaktekzems ergibt sich oft direkt aus dem beobachteten Zusammenhang zum Einwirken eines Kontaktstoffs. Kommt es hingegen im Verlauf eines regelmäßig wiederkehrenden Kontaktes, z. B. am Arbeitsplatz, erst nach gewisser Zeit zur Sensibilisierung, so fällt es schwer, allein aus der Vorgeschichte die Ursache abzuleiten.
Der Nachweis einer Kontaktsensibilisierung erfolgt durch den Epikutantest. Hierzu werden die in Frage kommenden Kontaktallergene in einer hautverträglichen Konzentration für 48 Stunden mit speziellen Testpflastern auf die erscheinungsfreie Rückenhaut appliziert. Liegt eine Kontaktsensibilisierung vor, so entwickelt sich eine umschriebene Ekzemreaktion an der Kontaktstelle. Der Epikutantest erlaubt die Abklärung einer größeren Zahl in Frage kommender Allergene und ist bei fachgerechter Planung, Durchführung und Bewertung ein sicheres und zuverlässiges diagnostisches Verfahren.
Da das klinische Erscheinungsbild eines Ekzems nur bedingt Rückschlüsse auf die Ursache zulässt, kann ein allergisches Kontaktekzem meist erst nach einem Epikutantest bewiesen oder ausgeschlossen werden.

## Therapie
Im Gegensatz zu anderen Ekzemformen wie dem irritativen Kontaktekzem oder dem atopischen Ekzem kann die Ursache der Erkrankung leicht und effektiv durch Meidung aller in Frage kommenden Kontaktstoffe beseitigt werden. Dies ist die Voraussetzung für den Erfolg der Behandlung. In der Regel ist die Anwendung eines Glucocorticoids auf der betroffenen Fläche angemessen, bei schweren und vor allem streuenden Verlaufsformen des Ekzems kann eine kurzzeitige systemische Therapie nötig sein. Die Auswahl des Wirkstoffs und die galenische Grundlage werden an die erkrankte Region und das Stadium der Ekzementzündung angepasst. Therapeutische Alternativen (z. B. Calcineurininhibitoren wie Tacrolimus und Pimecrolimus oder eine UV-Therapie) kommen beim allergischen Kontaktekzem selten in Betracht, z. B. wenn die Verwendung eines Glucocorticosteroids  wegen einer schon bestehenden Vorschädigung der Haut kontraindiziert ist.
Heilt das Ekzem in absehbarer Zeit trotz intensiver Therapie nicht ab, so wurde möglicherweise das tatsächlich auslösende Kontaktallergen noch nicht erkannt und gemieden bzw. war dieses wegen seiner weiten Verbreitung nicht konsequent genug vermeidbar. Kommt es immer wieder zu Rückfällen, so kann auch dies an einer mangelnden Allergenmeidung liegen oder es spielen andere Ursachen für ein Ekzem eine zusätzliche Rolle, denn Mischbilder aus allergischen Kontaktekzemen mit irritativen Ekzemen und Formen des atopischen Ekzems sind relativ häufig.

## Prognose
Eine einmal entstandene Kontaktsensibilisierung bleibt meist lebenslang bestehen, da es sich um eine der stabilsten Reaktionsformen des Immunsystems handelt. Eine Hyposensibilisierung wie für Soforttypallergene ist nicht verfügbar. Umso wichtiger ist daher die konsequente Meidung der unverträglichen Kontaktstoffe durch Austausch von Alltagsprodukten und Arbeitsstoffen, oder – wenn dies nicht möglich ist – ein kontaktfreier Umgang bzw. das Tragen geeigneter Handschuhe.
Soweit eine Kontaktsensibilisierung durch den Beruf entstanden ist, sollte eine Meldung an die zuständige Unfallversicherung durch einen sogenannten Hautarztbericht erfolgen. In besonders gefährdeten Berufsgruppen wie zum Beispiel dem Friseurhandwerk, Zahntechnik, Metall- oder Bauberufen kann ein nicht ausreichend vermeidbarer Allergenkontakt zur Berufsunfähigkeit führen.